# Mon fils le fanatique
Pour plus de détails, voir Fiche technique et Distribution.
Mon fils le fanatique (My Son The Fanatic) est un film britannique réalisé par Udayan Prasad sorti en 1997.

## Synopsis
Parvez, chauffeur de taxi à Bradford, est un homme de bon sens, modeste et travailleur. Fervent anglophile, il aime tout de sa patrie d'adoption - à commencer par Bettina, une jeune prostituée qui compte parmi ses clients réguliers. Alors que certains membres de sa communauté ont amassé des fortunes colossales dans la restauration, Parvez est contraint de travailler de longues heures pour un salaire de misère. Cette vie austère lui pèse, ainsi qu'à sa femme, Minoo, qui ne supporte plus l'Angleterre. Elle affecte encore plus gravement leur fils Farid, adolescent tourmenté qui est sur le point de verser dans l'intégrisme pur et dur. Devenu l'adversaire déclaré des infidèles et de l'hédonisme occidental, Farid commence par revendre ses biens, puis rompt avec sa fiancée blanche et persuade par la ruse son père d'héberger un intégriste pakistanais, qui gagne rapidement Minoo à sa cause. Parvez, de plus en plus isolé et incompris, se tourne vers l'accueillante Bettina, dont il ne tarde pas à tomber amoureux.

## Fiche technique
- Scénario : Hanif Kureishi, d'après l'un de ses recueils de nouvelles : Des bleus à l'amour.
- Photographie : Alan Almond
- Son : Albert Bailey
- Décor : Grenville Horner
- Montage : David Gamble
- Musique : Stephen Warbeck

## Distribution
- Om Puri : Parvez
- Rachel Griffiths : Bettina / Sandra
- Stellan Skarsgård : Schitz
- Akbar Kurtha : Farid
- Gopi Desai : Minoo
- Harish Patel : Fizzy
- Sarah-Jane Potts : Madeline Fingerhut